# Lai Runming
Dans ce nom, le nom de famille, Lai, précède le nom personnel.
Lai Runming (né le 5 mai 1963 à Dongguan (Chine)) est un haltérophile chinois.
Il obtient la médaille d'argent olympique en 1984 à Los Angeles en moins de 56 kg.